# Германское общество по сертификации систем менеджмента
DQS - транснациональный холдинг, головной офис которого находится во Франкфурте на Майне, является материнской компанией международных предприятий
DQS Gruppe. DQS занимается проведением экспертиз всех видов бизнес-процессов и сертификацией систем менеджмента.

## История
DQS была основана в 1985 году во Франкфурте на Майне как первый немецкий орган по сертификации систем менеджмента, и одновременно, третье по счету предприятие такого типа в мире. Учредителями DQS являются DGQ (Германское общество по качеству) и DIN (Немецкий институт по стандартизации). Целью общества было в первую очередь стимулирование немецкой экономики.
Создание общества совпало по времени с опубликованием первого ISO 9000-ряда стандартов, известного сегодня как ISO 9001-серии международных стандартов, описывающих требования к системе менеджмента качества организаций и предприятий. В 1986 году силами DQS был выдан первый в Германии сертификат по ISO 9001.
В марте 2008 года произошло слияние DQS GmbH и UL Management Systems Solutions (MSS), подразделения американской компании Underwriters Laboratories. Этот союз вывел DQS-Gruppe в число ведущих органов по сертификации систем менеджмента в мире. В июне 2015 года компания была переименована в DQS Group.

## Структура предприятия
К компании DQS Holding GmbH принадлежат более 80 представительств в более чем 60 странах, связанных между собой в рамках международных проектов. Около 30.000 клиентов DQS Gruppe представляют почти все отрасли предпринимательства. В более чем 130 странах имеются 58.000 сертифицированных месторасположений DQS.
В компании работают около 2.800 специалистов, 2.500 из  них - аудиторы. Крупнейшими представителями этой группы являются DQS Inc.(США), DQS do Brasil Ltd.(Бразилия), DQS Japan(Япония), DQS Medizinprodukte GmbH а также DQS GmbH в Германии.

## Спектр предоставляемых услуг
DQS GmbH проводит аудиты систем менеджмента и процессов на соответствие требованиям международных и национальных стандартов и спецификаций и предлагает аудиты на соответствиe требованиям более 100 стандартов и спецификаций.

## Сетевая структура
DQS является членом-учредителем созданной в 1990 году международной сертификационной ассоциации IQNet. Главной целью этой объединяющей 36 участников сертификационной сети является мировое взаимное признание сертификатов, выданных участниками ассоциации.
Генеральный директор DQS Михаель Дрексель является также исполняющим обязанности председателя IQNet.